# Dermatofytóza
Dermatofytóza, taktéž známá jako tinea, je mykózní onemocnění kůže. Hlavním symptomem je kruhovitá, začervenalá a svědivá oblast na pokožce. Nemoc napadá jak kůži, tak nehty a vlasy. Hlavní houby zodpovědné za onemocnění jsou Trichophyton, Epidermophyton a Microsporum.